# Petrologia

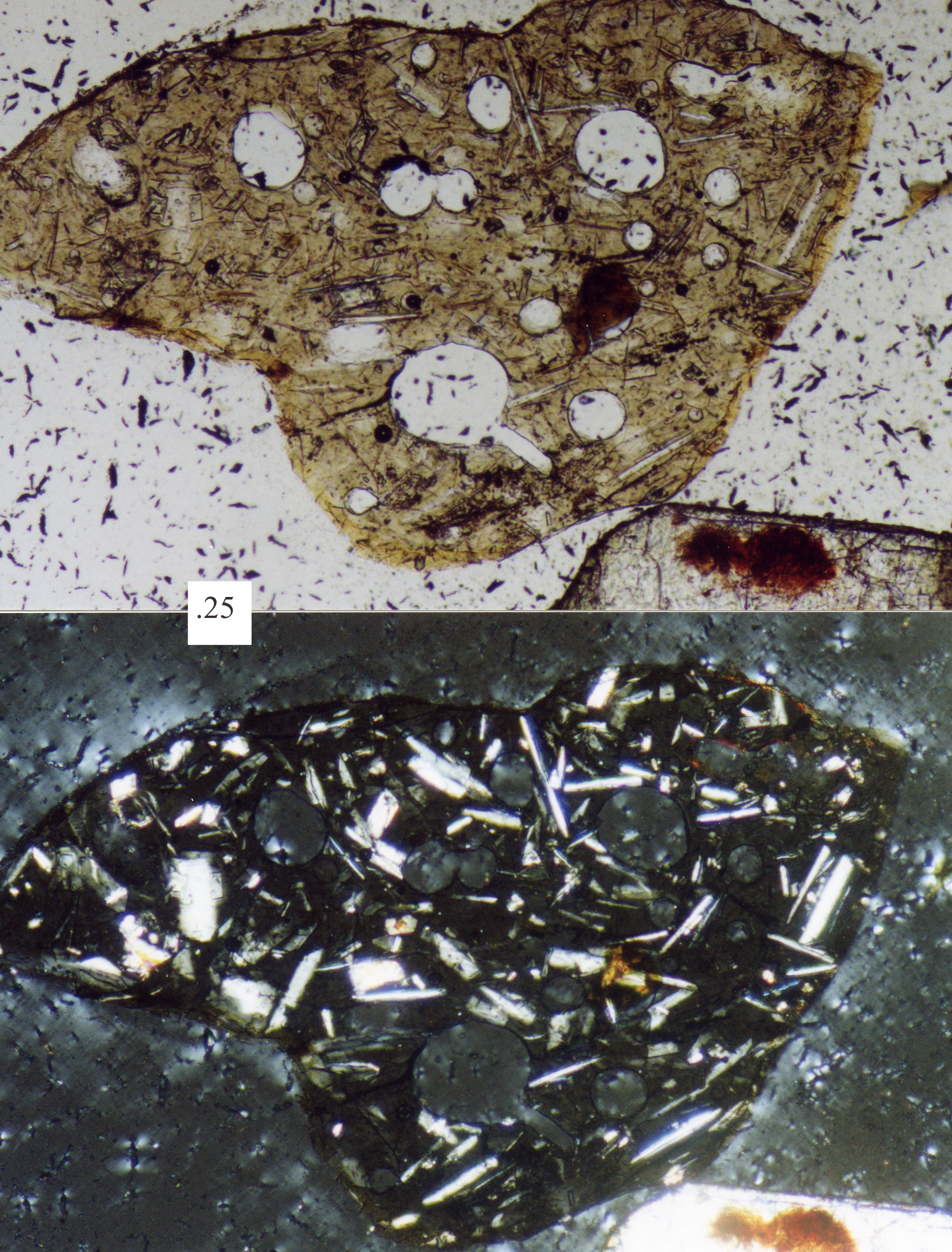
Un gra de sorra volcànic sota el microscopi i llum polaritzada.

La petrologia (terme que deriva del grec πέτρα, petra, "roca" i λόγος, logos, "estudi") és la branca de la geologia que estudia l'origen composició, distribució i estructura de les roques.
La litologia havia estat un sinònim aproximat de petrografia, però en l'ús actual, la litologia se centra en mostres macroscòpiques o descripció de roques fora d'escala, mentre la petrografia està especialitzada en els detalls microscòpics.
En la indústria del petroli, la litologia, o més específicament el mud logging, és la representació gràfica de les formacions geològiques que han estat perforades en un enregistrador (log) anomenat un enregistrador de fang (mud log), ja que el fang és el medi de circulació emprat en la perforació. A mesura que els talls es treuen del forat de perforació són mostrejats, examinats (típicament sota un microscopi de 10 augments) i examinats químicament quan es necessita.

## Metodologia
La petrologia utilitza els camps clàssics de mineralogia, petrografia, mineralogia òptica, i anàlisis químiques per a descriure la composició i la textura de les roques. Els petròlegs moderns també inclouen els principis de la geoquímica i geofísica a través de l'estudi de les característiques geoquímiques i els cicles i l'ús de les dades de la termodinàmica i els experiments per entendre millor l'origen de les roques.

## Branques
Hi ha tres branques de la petrologia, corresponent als tres tipus de roques: ígnies, metamòrfiques, i sedimentàries, i altres que tracten amb tècniques experimentals:
- La petrologia ígnia se centra en la composició i textura de les roques ígnies (com poden ser el cas del granit o del basalt). Les roques ígnies inclouen roques volcàniques i intrusives (altrament dites plutòniques).
- La petrologia sedimentària se centra en les roques sedimentàries (roques com la pedra sorrenca, el shale, o la pedra calcària normalment unides en una matriu de material més fi).
- La petrologia metamòrfica se centra en les roques metamòrfiques (com la pissarra, marbre, gneis, o esquist que s'han transformat sota pressió i/o temperatura extrema)
- La petrologia experimental fa servir aparells que proporcionen altes pressions i a la temperatura per investigar la geoquímica i les relacions de fase de materials naturals o sintètics.